# Rullskridskohockey

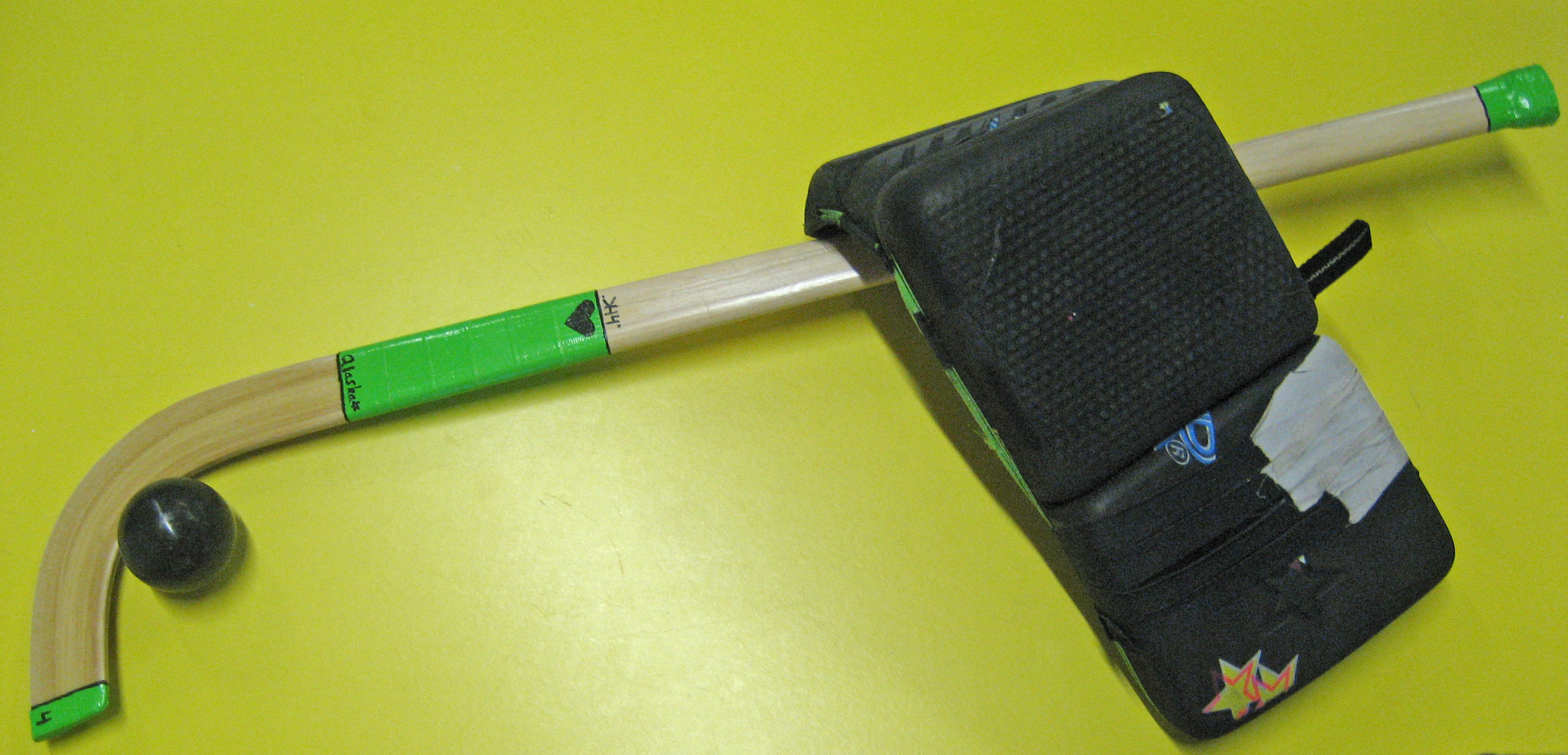
Utrustning

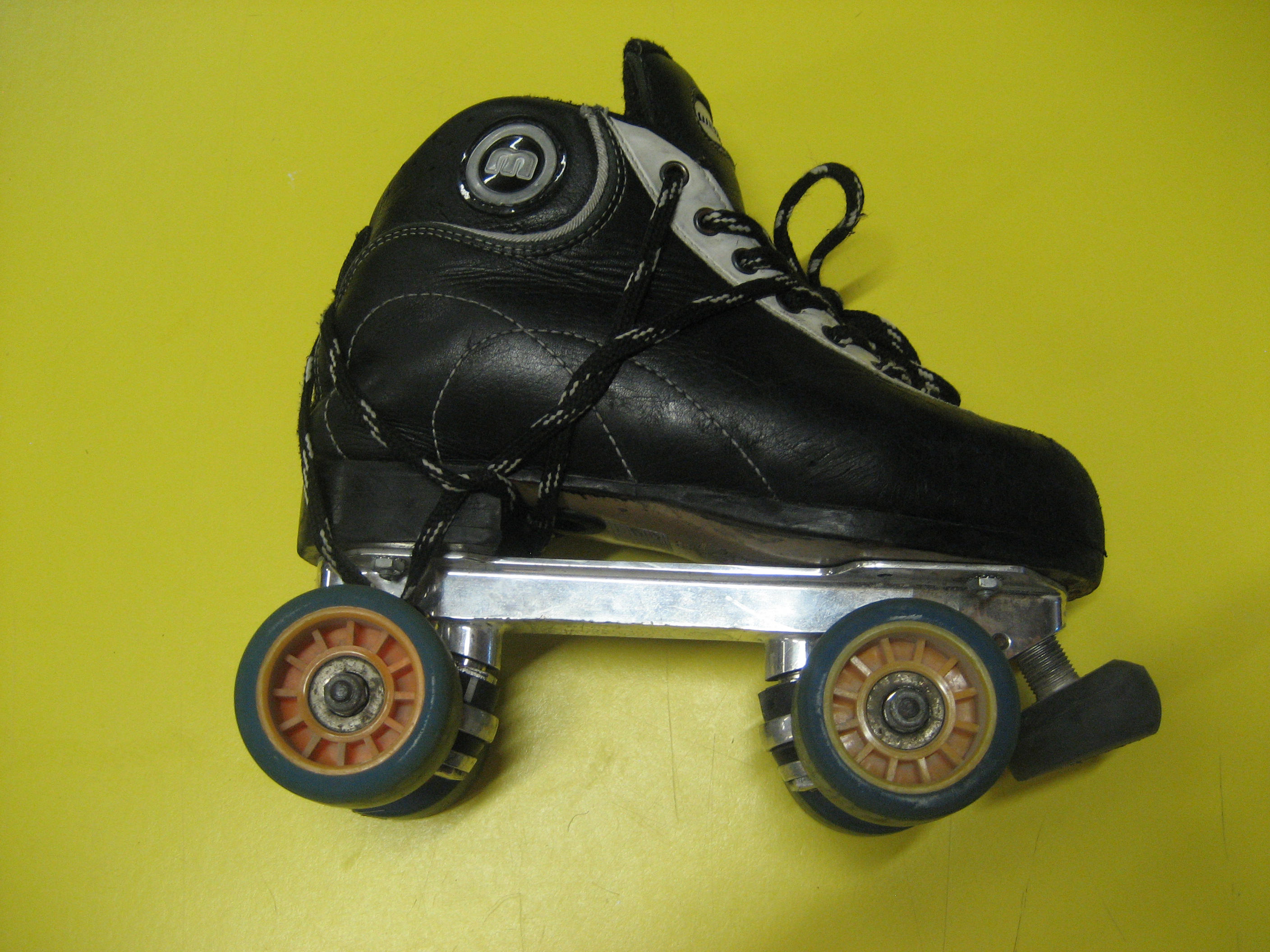
Rullskridskor

Rullskridskohockey är en lagsport som spelas inomhus i gymnastiksalar med klubba av trä och boll. I rullskridskohockey använder man klassiska (quad) rullskridskor.
Man kan likna spelets utformning som en blandning mellan basket och handboll. Reglerna säger att man, i likhet med basket, inte får vända hem till försvarszon sedan man passerat in i anfallszon, något som man har 10 sekunder på sig att göra från det att man erövrat boll. Spelidén handlar mycket om att lösa upp motståndarnas försvar genom att hela tiden spela runt bollen och förflytta spelare till det att man skapat en lucka i motståndarnas försvar. Alla förseelser inom målområdet beivras med straff. 
År 1992 var rullskridskohockey en uppvisningsgren i sommar-OS i Barcelona.
En av världens mest kända rullskridskohockeyklubbar är katalanska FC Barcelona.
Rullskridskohockey fanns i Sverige under en kort tid i Svenska Bandyförbundets regi och kallades då rullbandy. Detta i ett led att försöka slussa in bandyn i de vita fläckar av bandysverige som fanns och finns. Mellan åren 1995 och 2000 arbetade ett antal eldsjälar på att skapa en grogrund för rullbandyn i Sverige. Under denna tid skickade man herrjuniorlag, herrlag och damlag till EM-turneringar på kontinenten. Det arrangerades även Svenska mästerskap åren 1997–2000 samt ett lokalt Distriktsmästerskap, som inkluderade danska lag, i Skåne vilket var den region där sporten fick starkast fotfäste. Den drivande eldsjälen bakom allt detta var Nils Wemmenhed, en lärare (adjunkt) i språk (tyska, franska) i Malmö och han var bland annat ordförande i Svenska bandyförbundets Rullbandykommitté och låg även bakom den rullbandybana som finns alldeles i närheten av Ribersborgsstranden i Malmö.
Som mest fanns det ett dussintal aktiva lag runt om i Sverige, förutom i Skåne så fanns det lag i de täta bandydistrikten och på bandygymnasierna.
Av de SM som arrangerades stod följande lag som slutsegrare:
- 1997 (Malmö): Nässjö Bandygymnasium
- 1998 (Kristinehamn): IF Boltic
- 1999 (Høng, Danmark): Veberöd RHC
- 2000 (Varberg): Veberöd RHC